# Jean-Pierre Boyer (cardinal)
Pour les articles homonymes, voir Jean-Pierre Boyer et Boyer.
Jean-Pierre Boyer, né le 27 juillet 1829 à Paray-le-Monial et mort le 16 décembre 1896 à Bourges, est un cardinal français de la fin du XIXe siècle, évêque de Clermont (1879-1893) puis archevêque de Bourges de 1893 à sa mort.

## Biographie
Jean-Pierre Boyer naît le 27 juillet 1827 à Paray-le-Monial. Après des études au grand séminaire d'Autun, il est ordonné prêtre le 23 décembre 1854 pour le diocèse d'Autun par Frédéric-Gabriel-Marie-François de Marguerye. 
D'abord vicaire à Autun, il est appelé par l'archevêque d'Aix pour être son secrétaire particulier. Professeur de théologie dogmatique, supérieur du grand séminaire et recteur de la faculté de théologie d'Aix, l'abbé Boyer est fait chevalier de la Légion d'honneur le 7 février 1878. 
Nommé coadjuteur du diocèse de Clermont le 12 juin 1878 et préconisé le 15 juillet suivant comme évêque titulaire d'Euroea-en-Phénicie (de), il est sacré dans la cathédrale Saint-Sauveur d'Aix le 24 août 1878 avec, pour consécrateur principal, Théodore-Augustin Forcade, archevêque d'Aix-Arles-et-Embrun et comme co-consécrateurs, Meirieu, évêque de Digne, et Perraud, évêque d'Autun. Le 7 février 1878, Boyer est nommé Chevalier dans l'Ordre national de la Légion d'honneur. 
Il succède à Féron à la tête du diocèse de Clermont à la mort de ce dernier, le 24 décembre 1879.
Pressenti pour succéder à Jean-Joseph Marchal à la tête de l'archidiocèse de Bourges, primatie des Aquitaines, alors qu'il ne souhaite pas quitter Clermont, Boyer est nommé par décret à l'archidiocèse de Bourges le 26 novembre 1892. D'un naturel pourtant réservé, le prélat s'obstine dans son refus, nécessitant l'intervention du Saint-Siège pour qu'il accepte finalement sa promotion. Boyer est donc transféré le 19 janvier 1893 et installé solennellement le 14 mars de la même année.
Le pape Léon XIII le crée cardinal lors du consistoire du 29 novembre 1895. Il reçoit le chapeau rouge et le titre de cardinal-prêtre de la Sainte-Trinité-des-Monts le 25 juin 1896.
Il meurt à Bourges le 16 décembre 1896, à l'âge de 67 ans et est inhumé solennellement en la cathédrale de Bourges, son galero étant accroché selon la tradition, sous les voûtes de l'édifice,.

## Succession apostolique
Jean-Pierre Boyer a ordonné les évêques suivants :
- Évêque Pierre-Marie Belmont (1893)
- Évêque Claude Bardel (1894)
- Évêque Félix-Auguste Béguinot (1896)

## Distinctions et rang ecclésiastique
- : Prêtre de l'Église catholique - décembre 1854
- : Évêque - juillet 1878
- : Archevêque - janvier 1893
- : Cardinal - novembre 1895